# 山崎三四造
山崎 三四造（やまざき みよぞう、1931年 - 2018年）は、日本のアマチュア考古学者・歴史研究家。縄文時代の生活を再現した第一人者として知られ、「縄文さん」「伊勢の名物男」などと称される。

## 来歴・人物
三重県一志郡一志町（現・津市）出身。山崎家21代当主として生まれる（祖先は徳川吉宗の出城の殿様）。山九に在籍中は遺跡の発掘調査や土器の復元を父と共に行い1986年に退職。翌1987年、退職金700万円を元手に竪穴建物を建設し、縄文時代の生活の再現を開始する。1989年には弥生時代の竪穴建物を、縄文の竪穴建物の脇に建設する。食生活は、ウサギ、ナマズ、フナ、スッポンなどの狩猟を行ない、手製の石器で魚を三枚におろして調理するほか、ドングリを粉にして団子を作ることも試みたが、一方では、現代のたばことビールもたしなむというものであった。その生活が徐々に有名となり、雑誌、新聞、ラジオにテレビ、それも全国放送や海外のテレビ番組にまで紹介される有名人になった。
1999年には自身がモデルになったともいわれる、しりあがり寿のマンガ『ジョーモン先生』が単行本に収録され注目を浴びる。2000年に縄文博物館を、竪穴建物の脇にオープン。三重県のまんなかまちかど博物館に認定される。
2005年に縄文人生活引退を表明し、「断髪式」を行なった。2006年に縄文時代の生活の再現を終了。これまでの暮らしをまとめるため、データ資料整理を続ける等の日々を送っている。

## エピソード
- テレビ番組に呼ばれて東海道新幹線に乗った時に、隣の人がいつも席を移ってしまう（『アッコにおまかせ!』に出演する為、名古屋まで近鉄特急に乗った時、横に座っていた男性が毛皮を着てヒゲ伸び放題の姿を見て、サッと立ち上がって離れて行ったことがある）ので、しまいに車掌に言われて普通のかっこうで乗車、目的地のひとつ手前の駅で“縄文姿”に着替えた。

- 1992年の参議院選挙の際、再選を目指す西川きよしの応援演説を縄文人姿で行った時に、ターザンになろうとしてツタにつかまったところツタが切れて、地面に落下、指が曲がるほどの重傷を負う。

- オウム真理教の麻原彰晃と間違えられたことがある。

- 「怪答紳士」に出演した際「何年後かに縄文人に戻る」と発言。

## 自身がモデルになった作品
- 『ジョーモン先生』しりあがり寿作